# Станайн
Станайн (англ. stanine) — статистична одиниця, яка представляє одну дев'яту діапазону значень у нормальному розподілі. Слово було створене від англійського «standard nine». В українській мові шкала має назву «стандартна дев'ятка» або «дев'ятибальна шкала». Станайни використовуються в основному у західний психології для зображення даних, отриманих у результаті дослідження. При перекладі кожному станайну відповідає певний діапазон абсолютних величин: результати, які потрапили у 4 % гірших відповідають 1 станайну, які потрапили у 4 % кращих — 10 станайнам, 20 % середніх — 5 станайнам і так далі.
| Діапазон, % | 0 — 4 | 4 — 11 | 11 — 23 | 23 — 40 | 40 — 60 | 60 — 77 | 77 — 89 | 89 — 96 | 96 — 100 |
| Станайн     | 1     | 2      | 3       | 4       | 5       | 6       | 7       | 8       | 9        |

Альтернативою дев'ятибальній шкалі є більш поширена десятибальна і менш поширена семибальна.